# 真島郡
真島郡是過去位於岡山縣西北部的一郡，已於1900年4月1日與大庭郡合併為真庭郡。
過去的範圍為現在的新庄村和真庭市西部和南部地區。

## 歷史

### 沿革
- 1889年6月1日：實施町村制，真島郡下設：勝山村、川西村、月田村、井原村、富山村、一宮村、落合村、天津村、瀨田河村、下方村、上田村、鹿田村、美原村、關川村、船津村、川南村、二川村、八幡村、茅部村、美甘村、新庄村。（21村）
- 1896年2月26日：勝山村改制為勝山町。（1町20村）
- 1897年5月26日：落合村改制為落合町。（2町19村）
- 1900年4月1日：真島郡和大庭郡合併為真庭郡。[1][2]